# Dom Orejudos
Domingo Francisco Juan Esteban "Dom" Orejudos, Secundo, né le 1er juillet 1933 à Chicago et mort le 24 septembre 1991 à Boulder, connu également sous les pseudonymes de Etienne et Stephen, est un artiste, danseur de ballet et chorégraphe américain ouvertement gay, connu à partir des années 1950 pour ses dessins fétichistes homoérotiques précurseurs. Avec d'autres artistes comme George Quaintance et Tom of Finland, qui devint son ami, son art a promu une image des hommes homosexuels comme forts et masculins, donnant une alternative au stéréotype alors dominant d'hommes faibles et efféminés. Avec son premier amant et partenaire commercial Chuck Renslow, Orejudos a durablement influencé la culture masculine gay de la fin du XXe siècle, notamment avec le bar Gold Coast, le sauna Man's Country Baths, le concours International Mr. Leather, la White Party de Chicago, et les magazines Triumph, Rawhide et Mars. 

## Ballet
Dom Orejudos nait à Chicago, où il fréquente le lycée McKinley, période pendant laquelle il joue du violon dans l'orchestre de l'école, est violon solo dans l'orchestre du lycée All Chicago et concourt dans l'équipe de gymnastique. Il étudie ensuite le dessin et l'art à l'Art Institute, fréquente l'Ellis-DuBoulay School of Ballet grâce à une bourse, puis rejoint l'Illinois Ballet Company, où il est danseur principal pendant neuf ans et devient chorégraphe résident. Après la fermeture de l'Illinois Ballet en 1972, il est chorégraphe pendant une autre décennie en travaillant avec la compagnie Delta Festival Ballet à la Nouvelle-Orléans. Il est l'auteur de 18 ballets, mis en scène par 20 compagnies de ballet régionales, dont celles de Washington, Atlanta, Houston, Minneapolis, San Francisco et Omaha. Il reçoit trois bourses du National Endowment for the Arts. Il met en scène son ballet Charioteer pour inaugurer les émissions en couleur de la chaîne de télévision de Chicago WTTW, qui reçoit trois Emmy Awards. Il danse pour les tournée de West Side Story, The King and I et Song of Norway.

## Art

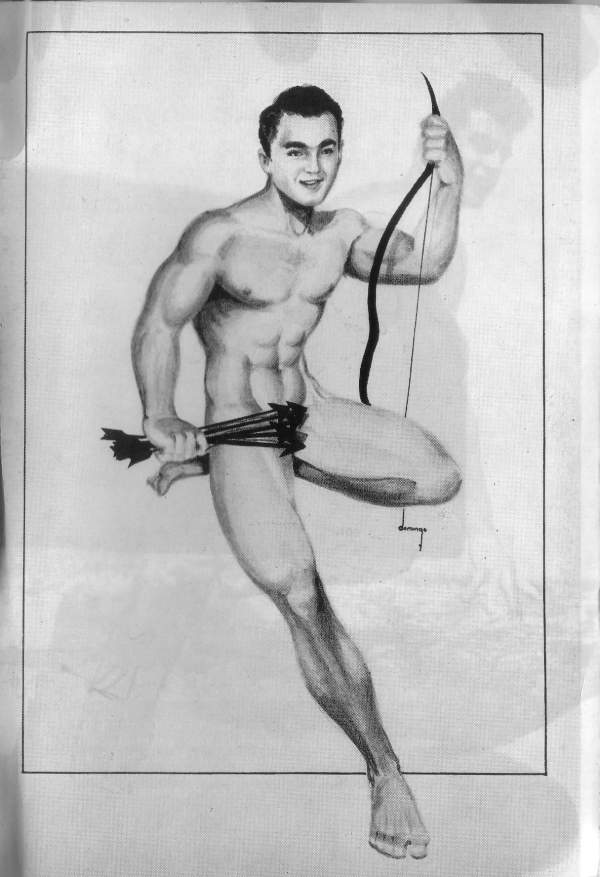
Cupidon par Etienne, reproduit dans le numéro de septembre 1953 de Tomorrow's Man.

Orejudos fréquente l'École de l'Art Institute of Chicago pendant un semestre, mais ne s'est pas reconnu dans l'approche qui y est enseignée. À l'âge de 20 ans, il est abordé sur la plage d'Oak Street Beach à Chicago par Chuck Renslow (alors âgé de 23 ans), l'invitant à faire du mannequinat pour des photographes, et ils commencent une relation. Ils fondent Kris Studios, un studio de photographie de culturisme qui prenait des photos pour les magazines gays qu'ils publiaient. Le nom du studio vient en partie honorer la pionnière transgenre Christine Jorgensen,,,. Orejudos commence à dessiner commercialement en 1953, lorsqu'il est chargé de dessiner des illustrations érotiques pour Tomorrow's Man, un magazine publié par Irv Johnson, le propriétaire de la salle de sport où il s'entraîne. Il adopte le pseudonyme Etienne, l'équivalent français de son deuxième prénom Esteban. Il signe des dessins à la plume et à l'encre réalisés dans un style légèrement différent avec Stephen, l'équivalent anglais de son deuxième prénom, pour laisser croire que le studio employait plusieurs artistes. Ce dernier type de dessins devient la base de livres illustrés, qui sont parmi les premières bandes dessinées homoérotiques explicites publiées.
En 1958, Orejudos et Renslow rachètent la salle de sport de Johnson, qu'ils renomment Triumph Gymnasium and Health Studio, déplaçant le studio de photographie à un étage supérieur. En 1963, ils élargissent leur entreprise d'édition pour lancer Mars, un magazine ouvertement axé sur le cuir. Ils produisent également des courts métrages 16 mm non explicites sur le thème gay, écrits et réalisés par Orejudos. Après avoir perdu une grande partie de ses archives dans une inondation à la suite d'une fuite d'eau dans les années 1970, il donne le reste à Target Studio, qui devient son principal éditeur. En 1978, il expose dans une galerie à San Francisco avec l'artiste érotique Al Shapiro (A. Jay).
L'art d'Orejudos est exposé au Mary and Leigh Block Museum of Art de l'université Northwestern, au Musée d'histoire de Chicago et à l'École de l'Art Institute of Chicago.

## Vie privée
En plus de sa relation avec Chuck Renslow, en 1969, Orejudos rencontre Robert (Bob) Yuhnke lors d'une fête cuir à Manhattan. Ils développent une relation à distance jusqu'à ce que Bob déménage à Chicago en 1979 pour vivre avec Orejudos. Ensemble, ils établissent une résidence à Eldorado Springs, Colorado, en 1980, où ils résident jusqu'à la mort d'Orejudos des complications du Sida. Orejudos continue à passer du temps à Chicago jusqu'à la mort de sa mère en 1984,.
Orejudos contracte une pneumonie lors d'un voyage avec Bob en Chine avant de rejoindre d'autres membres d'une délégation de Sister City de Boulder pour une visite prévue à Lhassa au Tibet en 1987. Cette maladie révéla le diagnostic de Sida, et qui entraîne sa mort le 24 septembre 1991.

## Hommages
En 1993, Orejudos reçoit le Forebear Award dans le cadre du Pantheon of Leather Awards.
En 2013, Orejudos est intronisé au Leather Hall of Fame.
Le Leather Archives and Museum de Chicago possède la plus grande collection d'œuvres originales d'Orejudos sous le nom « Etienne »,. Son auditorium Etienne est décoré de nombreuses peintures murales réalisées par Orejudos,.
Il fait partie de ceux qui sont commémorés dans le patchwork des noms.